# 铁托主义

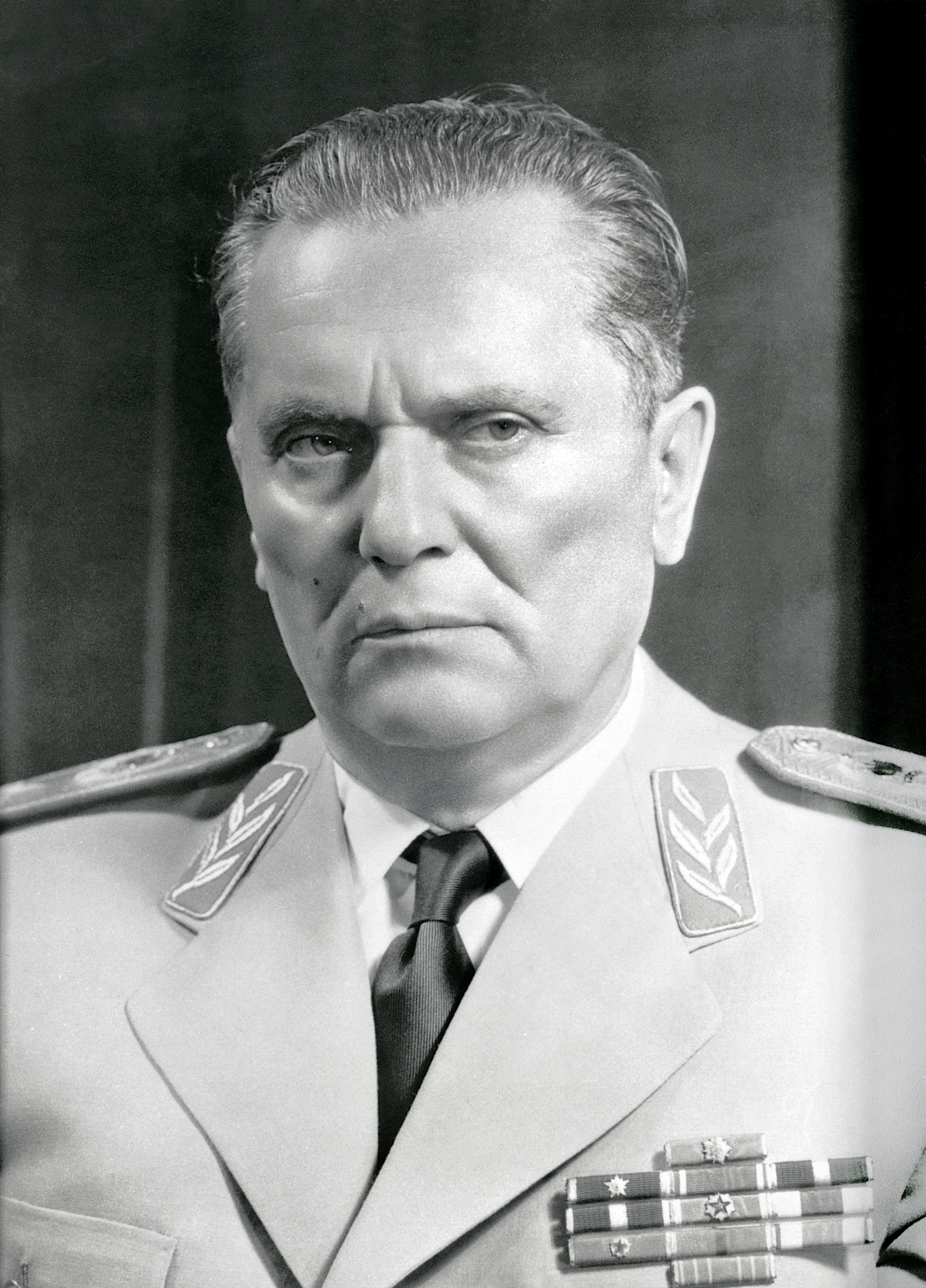
約瑟普·布羅茲·铁托

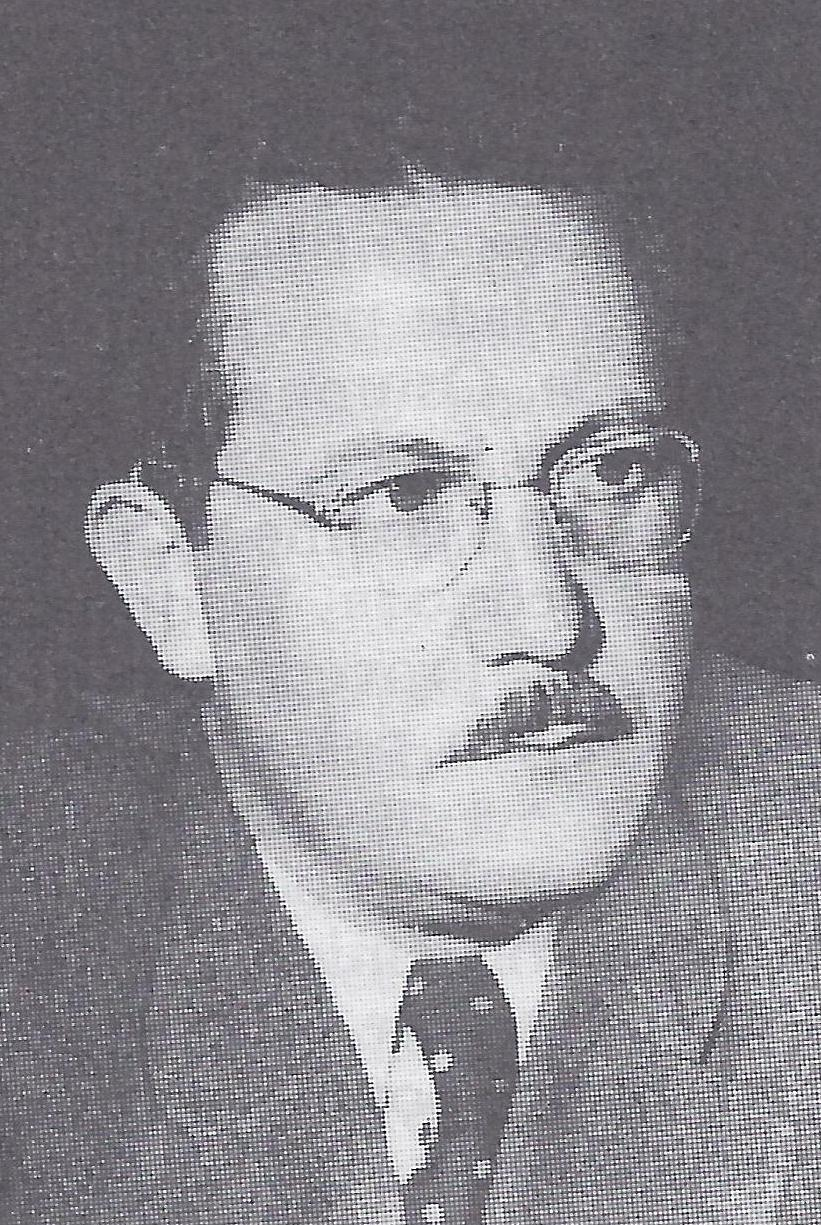
爱德华·卡德尔，铁托的副手，铁托主义的主要理论家

铁托主義是以南斯拉夫社會主義聯邦共和國总统約瑟普·布羅茲·铁托命名的一種社會主義政治思想體系。它产生于第二次世界大戰後，当时铁托領導的南斯拉夫共產黨拒絕一切服從苏联，导致苏南决裂。
铁托主义的特点有：实行工人自治，强调南斯拉夫人身份认同，政治上不依附苏联，倡导不结盟运动。

## 产生与內容
第二次世界大战期间，铁托的政党在斯大林的名义下与德国纳粹作战，斯大林却无法完全掌控铁托，于是在1948年将南斯拉夫驱逐出了东方集团。
在20世纪50年代，南斯拉夫共产党全面改革了他们的制度，主要的做法包括分权、非官僚化和工人自治管理，南斯拉夫共产党希望找到一个位于市场经济和计划经济之间的“中间地带”。
铁托主义的特點，主要體現在共产党的执政方針和政策的基礎上，即：在各個國家實現共產主義这一最終目標的过程中所采取的方針和政策，必須基于这个国家本身所特有的条件而有别于其他国家。在鐵托時代，這就意味追求共產主義的目標應該獨立于（而且經常是對立的）蘇維埃社會主義共和國聯盟的政策。這一目標導致鐵托支持以色列的存在和以色列國的建立，而和蘇聯不同。
與其他在第二次世界大戰後，受斯大林主义影響的東歐社会主义国家不同，南斯拉夫是依然獨立于莫斯科的。这一方面是因为鐵托强有力的領導，另一方面则是因为，在南斯拉夫共产黨解放南斯拉夫时，苏联紅軍只提供了有限的幫助。这一切也使得南斯拉夫成為1980年代末到1990年代初之前，在所有东欧社会主义國家中唯一一個始终頂住壓力、獨立于莫斯科的政權，铁托對自己能使南斯拉夫獨立引以為傲。

## 結果與影響
南斯拉夫立法機關所做的是政治局已做出的圖章決定。南斯拉夫秘密警察國家安全局的行動比東歐其他地區的行動者要嚴格得多，但仍被視為一種令人恐懼的政府控制工具。南斯拉夫媒體仍然受到西方標準苛刻的限制，但仍然具有更大的自由度。民族主義者團體是當局眼中的一個特別目標。秘密警察國家安全局暗殺過流亡海外的「國家敵人」。蘇聯及其他東歐國家經常指責南斯拉夫實行托洛茨基主義和社會民主主義。同時，不結盟國家未能組建第三集團，特別是在1973年石油危機導致分裂之後。
儘管蘇聯在非斯大林主義進程中態度有所改變。勃列日涅夫使兩國關係再次冷淡（儘管它們從未惡化到與斯大林的衝突程度）。南斯拉夫在1968年布拉格之春期間支持捷克斯洛伐克領導人亞歷山大·杜布切克，然後與特立獨行的羅馬尼亞總統齊奧塞斯庫建立了特殊的關係（并非全部時間）。鐵托主義與杜布切克的社會主義相似，而齊奧塞斯庫因他拒絕縱容（並參加）蘇聯入侵捷克斯洛伐克而引起同情，這短暫地構成了羅馬尼亞和蘇聯間的關係。然而，齊奧塞斯庫實際上從捷克斯洛伐克事件中獲利，因此是聯盟中不太可能的成員。
勃列日涅夫在1968年將捷克斯洛伐克局勢推上高峰後，羅馬尼亞和南斯拉夫一直保持著特殊關係，直到1980年代中期。齊奧塞斯庫改編了鐵托主義中提到「一個特定國家的條件」的部分，但將其與羅馬尼亞民族主義合併，並與朝鮮與文革的體系進行比較。鐵托事實上受到西方盟友的歡迎，但他仍是共產黨。
鐵托自己的意識形態由於南斯拉夫境內的壓力及1970年代克羅地亞之春而變得不清楚。南斯拉夫變得更接近自由市場經濟，並且對南斯拉夫公民在西歐的外勞活動寬容。儘管鐵托主義仍然被奉為官方政策，但實際上鐵托主義的所有方面在1980年鐵托去世後迅速下滑。同時，領導層制止了公開的資本主義复辟尝试（如斯捷潘·梅西奇），粉碎了自由主義思想家的異議（如原南共盟四号人物米洛万·吉拉斯），促進了南斯拉夫國家主義。

## 评价
在莫斯科把铁托及其主义視為「修正主義」期間，铁托主义是個貶義詞。这段时间自1948年开始持續到1955年為止，其间蘇聯和南斯拉夫之间的关系被稱為「Informbiro」（共产党和工人党情报局的南斯拉夫名称）。
美国政治学者Michael G. Roskin认为，铁托主义只有在铁托的领导下才能得以进行。

## 铁托主义政党
现存：
- 克罗地亚共产党
- 斯洛維尼亞 斯洛文尼亚社会党
- 波斯尼亚和黑塞哥维那工人共产党
- 蒙特內哥羅 黑山南斯拉夫共产党
- 北馬其頓 马其顿共产党—铁托力量

已消亡：
- 南斯拉夫社会主义联邦共和国 南斯拉夫共产主义者联盟
- 南斯拉夫联盟共和国 共产主义者联盟—维护南斯拉夫运动
- 塞爾維亞 塞尔维亚南斯拉夫共产主义者联盟
- 塞爾維亞 共产党
- 蒙特內哥羅 南斯拉夫共产主义者联盟—黑山共产党人
- 蒙特內哥羅 黑山南斯拉夫共产党人
- 伊朗 第三力量